# Repubblica napoletana (1647)
La prima Repubblica napoletana fu una breve entità politica seicentesca, istituita a Napoli dopo la fine della rivolta popolare, animata da Masaniello e Giulio Genoino, contro il regime vicereale spagnolo.
Nonostante le forti specificità delle vicende napoletane di quel periodo, la sua storia deve comunque essere inquadrata all'interno delle vicende europee legate alla guerra dei trent'anni e alla rivalità tra Francia e Spagna.
Fu guidata da Enrico II di Lorena, duca di Guisa, discendente di Renato d'Angiò.
La repubblica sopravvisse dal 22 ottobre del 1647, quando fu dichiarata da Gennaro Annese, fino al 5 aprile 1648, data della caduta del forte di Nisida e del rientro in città delle truppe spagnole.

## Storia
Nella prima metà del XVII secolo il Vicereame di Napoli si trovava in una fortissima crisi economica, comune a tutta Europa ma aggravata a Napoli da un governo lontano dagli interessi locali e teso in quel momento solo a finanziare le guerre sempre più dispendiose in corso sul teatro europeo.
La conclusione della rivolta di Masaniello, seppur favorevole alle forze spagnole del viceré Don Rodrigo Ponce de León, che erano riuscite a ristabilire quasi del tutto l'ordine in città, aveva comunque lasciato un fortissimo malcontento e ulteriormente esasperato i problemi della popolazione.
La nuova rivolta esplose in seguito al cannoneggiamento della città da parte della flotta spagnola comandata da Don Giovanni d'Austria, venuto a sedare gli ultimi focolai di insorgenza. Ciò provocò una nuova sollevazione generale che non fu più, come al tempo di Masaniello, una generica rivolta dei lazzari contro i "potenti", ma assunse, sotto la guida dell'armaiolo Gennaro Annese, un chiaro carattere antispagnolo.
Subito dopo la cacciata delle truppe spagnole e la dichiarazione della repubblica, i napoletani cercarono di mettersi sotto la protezione della Francia e contattarono appunto Enrico II di Lorena, duca di Guisa per affidargli la guida di Napoli. Il Duca di Guisa, che si trovava a Roma, allettato dalla promessa di una corona e dalla prospettiva di far ritornare il Regno di Napoli, dopo due secoli, nell'orbita francese, accettò e il 15 novembre sbarcò a Napoli per prendere la guida della repubblica.
In realtà la situazione della repubblica era praticamente disperata e senza vie d'uscita: gli spagnoli occupavano ancora tutti i castelli attorno alla città mentre i nobili fuoriusciti, da Aversa, controllavano la provincia e quindi gli approvvigionamenti della città. Il Duca di Guisa cercò di riguadagnare alla sua causa la nobiltà, ma con risultati molto modesti, nonostante riuscisse (nel gennaio del 1648) a "sbloccare" Aversa e (il successivo 9 marzo, tramite il suo fedele Pierre-Louis Villepreux) a conquistare perfino Ariano, città situata sul punto di valico della fondamentale strada regia delle Puglie.
Gli spagnoli tennero una tattica molto prudente e attendista; tutti i poteri furono concentrati nelle mani di Don Giovanni d'Austria, mentre le maggiori attività si concentrarono per tutto il periodo nel reclutamento e nell'inserimento nel campo repubblicano di spie e agitatori, nonché di agenti che cercavano di comprare la fedeltà del ceto nobiliare.
La repubblica doveva essere bicefala, da un lato militare con il duca di Guisa, e dall'altro amministrativo con Gennaro Annese, ma ben presto i due entrarono in contrasto, non solo istituzionale ma anche personale: il nobile avventuriero contro il plebeo repubblicano.
Il 5 aprile Enrico di Guisa, ingannato da alcuni suoi stessi consiglieri ormai al soldo degli spagnoli, fu indotto a tentare una sortita, così che la città fu rioccupata, secondo un piano già prestabilito, praticamente senza colpo ferire.
Il Duca di Guisa fu catturato e inviato in carcere a Madrid.
Circa due mesi dopo, il 4 giugno, una flotta francese di circa 40 navi tentò di riprendere la città, ma questa volta non ci fu nessuna sollevazione del popolo, ormai stanco dopo più di un anno di rivoluzione continua. La flotta francese tentò lo sbarco a Procida ma, sconfitta, dovette ritirarsi.
Una nuova flotta francese, ancora più numerosa, ricomparve nel golfo di Napoli il 4 agosto, comandata da Tommaso Francesco di Savoia. Questa volta i francesi riuscirono a sbarcare a Procida ma, dopo alcune sconfitte a Ischia, Pozzuoli e Salerno, abbandonarono definitivamente l'impresa.
Di lì a poco Gennaro Annese, il primo animatore della Repubblica napoletana, venne decapitato in piazza del Mercato.
Un anno dopo, il 3 giugno 1649, scoppiarono a Napoli nuovi tumulti popolari, ma questa volta la stanchezza del popolo, nonché la mutata condizione internazionale, fecero sì che i moti fossero repressi abbastanza rapidamente.
Il Regno di Napoli sarebbe rimasto sotto il dominio spagnolo per ancora oltre mezzo secolo, fino alla guerra di successione spagnola.

## Denominazioni
La Repubblica ebbe diversi nomi ufficiali, tutti abbastanza singolari pur nel contesto dell'epoca:
- "Serenissima Repubblica di questo Regno di Napoli"
- "Reale Repubblica Napoletana"
- "Serenissima Monarchia Repubblicana di Napoli"

Tutti questi nomi stavano ad indicare la doppia natura dello stato, repubblicana e monarchica allo stesso tempo.

## Bandiera e stemma

Stemma di Enrico II di Lorena, Duca di Guisa

La prima bandiera della Repubblica rappresentava le effigie della Madonna del Carmine e di San Gennaro, da un lato, e i tre gigli di Francia, dall'altro.
Questa bandiera venne ben presto cambiata con una bandiera con uno scudo rosso recante la sigla S.P.Q.N. (Senatus PopulusQue Neapolitanus = Il Senato ed il Popolo Napoletano) sormontata dal motto Libertas (Libertà), da un lato, e dallo stemma del Duca di Guisa, dall'altro.
Dal 9 dicembre 1647 sia nella bandiera che nello stemma lo scudo fu sormontato da una corona imperiale, pendendole sotto "a guisa di tosone l'effigie di San Gennaro".